# Gego

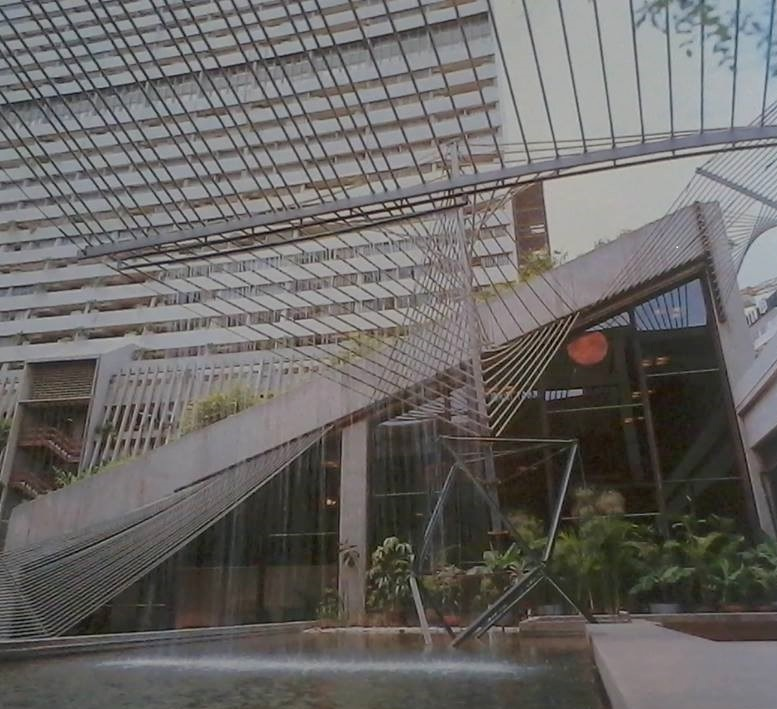
Gego, Estructuras Aéreas Ambientales, 1973

Gertrud Goldschmidt (Hamburgo, Alemania, 1 de agosto de 1912 - Caracas, Venezuela, 17 de septiembre de 1994) también conocida como Gego fue una artista y escultora moderna venezolana de origen judío. Es considerada la escultora más importante del siglo XX en Venezuela y una de las tres más destacadas junto a Marisol Escobar y Lía Bermúdez.
Fue autora de 400 obras, entre pinturas y esculturas. Sus piezas más populares se produjeron en los años 1960 y 1970, durante el apogeo del arte abstracto geométrico y el arte cinético. A pesar de que estos géneros le influyeran tanto, Gego logró desarrollar un estilo propio y romper con el arte popular de Venezuela. 
Igual que Lygia Clark y Mira Schendel, partió de un constructivismo de raíz europeo para llegar a proposiciones estéticas actuales, alejadas del idealismo modernista, y en cambio, más cercanas a la terapia, a la escritura y a una visión existencial del espacio. Muere en 1994 dejando una colección de escritos que describen sus pensamientos sobre el arte que se añade a su legado como artista latinoamericano.

## Primeros años
Nació en Hamburgo, perteneciente a una familia de origen judío. Debido al origen de su familia, la vida se volvió muy difícil para ellos una vez que los nazis ganaron el poder en 1934. Su ciudadanía alemana fue anulada en 1935, de esta forma quedando apátrida y con su vida corriendo peligro. Cuatro años más tarde se trasladaría a Venezuela, donde se le concedería la ciudadanía en 1952.
Antes de partir hacia Venezuela, Goldschmidt se gradúa de Ingeniera, mención Arquitecto, en la Escuela Técnica de Stuttgart en 1938. Un año después, emprende su rumbo a Venezuela y obtiene en 1952 la nacionalidad venezolana. En 1940 conoce al empresario alemán Ernst Gunz con quien contrae matrimonio. Con su apoyo crea el Taller Gunz, dedicado al diseño y elaboración de muebles y lámparas. En paralelo realiza varios proyectos para arquitectos. Se separa de Ernst Gunz en el año 1952 y conoce al diseñador gráfico, artista y docente Gerd Leufert quien se convertirá en su compañero de vida. En esa época Gego realizó sus primeras obras entre dibujos, acuarelas, monotipos y xilografías de carácter paisajista, figurativo y expresionista.

## Estudios y docencia
Entre los años 1953 y 1955 se residencia en el pueblo de Tarma, en el litoral central venezolano, con Leufert, apoyo fundamental para el desarrollo de su obra plástica. En 1956 regresan a Caracas, donde Gego comienza su producción de obra tridimensional gracias al estímulo de Alejandro Otero y Jesús Soto. En paralelo se dedica a la docencia, labor que desarrolló entre los años 1958 y 1977 en instituciones educativas en Venezuela, como:

• Escuela de Artes Plásticas Cristóbal Rojas (1958 - 1959). 

• Facultad de Arquitectura de la Universidad Central de Venezuela(1958 - 1967).

• Instituto de Diseño, Fundación Neumann - INCE (1964 - 1977), de la cual fue miembro fundador.
En 1959 acompaña a Leufert a realizar sus estudios en Iowa State University, allí trabaja en los talleres de la universidad y en el Taller Lazansky. Luego, en 1960, estudia y trabaja en el taller Threitel-Gratz Co. en Nueva York, en el que realiza grabados y esculturas. En el mismo año, en Caracas, en conjunto con otros artistas gráficos forman el Taller de Artistas Gráficos Asociados, TAGA.

Regresa a Venezuela, y al año siguiente fue organizada su primera gran muestra individual en el Museo de Bellas Artes de Caracas titulada "Dibujos recientes". En el año 1962 realizó Escultura para la sede del Banco Industrial de Venezuela, su primera gran obra de integración a la arquitectura, recibiendo su primer reconocimiento: el Primer Premio en la categoría de dibujo en la IV Exposición Nacional de Dibujo y Grabado. A partir de año 1964 comenzó a experimentar con el alambre de acero inoxidable en sustitución del hierro, lo que le permitiría plantearse obras ligeras y de generación más espontánea, enlaces flexibles y, también, a liberarse del empleo de herreros para la elaboración artesanal de su obras. 
En el año 1963 Gego cursa estudios de especialización en sistemas pedagógicos en la Universidad de Berkeley en California, becada por el Consejo de Desarrollo Científico y Humanístico (CDCH) de la Universidad Central de Venezuela. Ese mismo año asiste al Tamarind Lithography Workshop en Los Ángeles y realiza numerosos grabados en el taller del Pratt Graphic Art Institute en Nueva York. A partir de 1967 se dedica a desarrollar su obra plástica en Caracas, ciudad donde muere el 17 de septiembre de 1994.

## Obra
Variada y cambiante, se mantiene íntegra y vinculada por las nociones que sobre el espacio la artista se plantea. Acuarelas, dibujos, grabados, tejidos de papel y esculturas son prueba de un proceso creativo y de experimentación constante. En todo su trabajo se percibe el poder inmenso de la línea como elemento generador. Dibujos, grabados y esculturas, plantean su interés por el espacio, la transparencia y la estructura, lo que también plasma en su obra de intervención arquitectónica.

### Contexto
Al llegar a Venezuela durante un boom económico Gego estaba rodeada de artistas que disfrutaban de un gran éxito. El modernismo era la corriente artística de moda en América Latina y Venezuela participaba con entusiasmo. El modernismo fue una herramienta política. creían que mediante el fomento del movimiento de arte moderno, e incorporando ideas de la industria, la ciencia y la arquitectura, se verían como países en progreso.
Gego hizo su primera escultura en 1957. Estaba consciente del movimiento moderno pero no quería simplemente adoptar las ideas de arte cinético, el constructivismo o la abstracción geométrica. Al contrario, Gego quería crear un estilo propio pues era capaz de utilizar muchos aspectos de su vida en su arte, como por ejemplo, su herencia alemana. Al final, Gego se da cuenta de que estos nuevos proyectos "de desarrollo" eran del agrado de la élite y el gobierno, pero ella quería un arte que se relacionará con la comunidad local de Venezuela.

### Línea y espacio
Gego incorporó las ideas de movimiento, así como la importancia de la experimentación y el espectador que proponía el arte cinético. Una de sus primeras obras, Esfera (Sphere) (1959), se compone de bronce y acero pintado de diferentes anchuras que se colocan en diferentes ángulos entre sí a fin de crear líneas y campos que se solapan. Cuando el espectador camina alrededor de la pieza, la relación visual entre los cambios de líneas crean una sensación de movimiento. Esfera hace eco de los trabajos realizados por famosos artistas cinéticos Carlos Cruz-Diez y Jesús Rafael Soto. No fue sino hasta mediados de 1960 que Gego se apartaron de los conceptos básicos del arte cinético. Para Gego, una línea habita su propio espacio, y como tal, no es un componente en un trabajo mayor sino un trabajo en sí mismo. Por lo tanto en sus obras de arte no hizo uso de la línea para representar una imagen, la línea es la imagen.
La fuerza o el propósito de la línea fue mejorando con el uso de diferentes materiales, tales como el acero, alambre, plomo, nailon y diversos metales; además de relacionarse con su interés por la arquitectura. Gego no sólo utiliza estos materiales para crear líneas en sus esculturas enormes, pero también en su serie titulada Dibujos sin papel. Pequeñas obras que crea a partir de trozos de metal doblados y tejidos juntos con el fin de evocar el movimiento, la experimentación y la espontaneidad.
La idea de Gego de crear una serie de obras que llevarán por título Dibujos sin papel, reflexiona sobre su visión del espacio. Gego considera el espacio como su propia forma, como si la obra de arte ocupáse el espacio de la habitación en sí. Dado que su trabajo se basa en las redes, el espacio negativo está presente en todas partes, pudiédose apreciar tanto el espacio negativo así como el positivo. Pero realmente son las sombras creadas por sus obras que revelan la conexión integral entre la escultura y la habitación que ocupa. La artista, de esta manera, se permite jugar con la idea de los elementos estables e inestables de arte.

### Reticulárea
Su serie de Reticuláreas es sin duda la más popular de sus obras de arte. Su primera serie fue creada en 1969. Las piezas de aluminio y acero se unieron para crear un tejido de redes y webs que llenan toda la habitación cuando se exhiben. Su uso de la repetición y la superposición en la estructura masiva hace parecer que la pieza no tiene fin. Desde su muerte, la colección permanente del Reticuláreas se encuentra en la Galería de Arte Nacional en Caracas, Venezuela.

## Legado
Desde su muerte en 1994, sus hijos y nietos han tomado la responsabilidad de preservar el legado de Gego. Ese mismo año, fundaron la Fundación Gego para organizar su trabajo artístico y promover la conciencia de su contribución al mundo del arte. Este año, 2012, se cumplen 100 años de su nacimiento y ha sido homenajeada por diversas instituciones, museos y galerías tanto en Venezuela como en el mundo, una artista para la historia. Uno de sus nietos, Elias Crespin, es artista plástico y su obra L’Onde du Midi, es parte del decorado permanente del Museo del Louvre.

## Selección de Exposiciones Individuales
- 1958- Gego. Esculturas y guaches. Librería Cruz del Sur. Caracas.
- 1961- Dibujos recientes de Gego. Museo de Bellas Artes, MBA. Caracas.
- 1964- Líneas y entrelíneas. Grabados y dibujos Gego 1963. Museo de Bellas Artes, Caracas.
- 1964- Lo Nunca Proyectado. Museo de Bellas Artes, MBA. Caracas.
- 1967- Gego: Esculturas. 1957-1967. Biblioteca Luis Ángel Arango. Bogotá y Galería Conkright. Caracas.
- 1968- Sobre papel. Litografías de Gego. Museo de Bellas Artes, MBA. Caracas.
- 1968- Dibujos de Gego. Galería Conkright. Caracas.
- 1968- Litografías de Gego. Galería Ud. Bogotá.
- 1969- Reticulárea (ambientación). Museo de Bellas Artes, MBA. Caracas.
- 1970- Obras recientes. Galería Conkright. Caracas.
- 1970- Gego Drawings. The Graphics Gallery. San Francisco.
- 1971- Gego. Sculpture and Drawings. Betty Parsons Gallery. Nueva York.
- 1971- Gego. Esculturas 1971. Galería Conkright. Caracas.
- 1972- Estructuras (doble curvatura). Galería Conkright. Caracas.
- 1973- Dibujos recientes. Galería Conkright. Caracas.
- 1975- Gego. Dibujos para proyectos.Instituto de Diseño, Fundación Neumann-Ince. Caracas.
- 1977- Gego. Museo de Arte Contemporáneo de Caracas, MACC. Caracas.[8]
- 1979- Variaciones sobre reticuláreas -poema de Alfredo Silva Estrada en homenaje a Gego. Sala Cadafe, Museo de Arte Contemporáneo de Caracas, MACC. Caracas.
- 1981- Reticulárea (sala permanente). Galería de Arte Nacional, GAN. Caracas.
- 1982- Acuarelas de Gego. Galería de Arte Nacional, GAN. Caracas.
- 1983- Reticulárea (sala permanente) mezzanina de la estación La Hoyada, línea 1, Metro de Caracas. Caracas.
- 1984- Dibujos sin papel. Museo de Bellas Artes, MBA. Caracas.
- 1985- 5/85. Dibujos sin papel. Museo de Barquisimeto. Barquisimeto.
- 1988- Gego, obras recientes. Galería Sotavento. Caracas.
- 1990- Tejeduras. Galería Sotavento. Caracas.
- 1994- Gego, una mirada a su obra. Museo de Arte Contemporáneo de Caracas MACC. Caracas.
- 1996- Gego, dibujos, grabados, tejeduras. Centro Cultural Consolidado. Caracas.
- 2000- Gego 1955-1990. Museo de Bellas Artes, MBA. Caracas.
- 2002- Gego: Works on paper 1962-1991. Latin Collector Art Center. Nueva York.
- 2002- Gego 1955-1990. A Selection. Museum of Fine Arts Houston, MFAH. Houston.
- 2002- Gego.1955-1990. Una Selección. Museo de Arte Contemporáneo de Monterrey. Monterrey y Museo Rufino Tamayo. Ciudad de México.
- 2003- Gego. Sicardi Gallery. Houston.
- 2004- Ruth Vollmer & Gego: Thinking the Line" ZMK Zentrum für Kunst und Medientechnologie, Karlsruhe, Alemania. Ene. 16 - Mar. 22. - "GEGO: Thinking the Line" Neue Galerie of the Landesmuseum Joanneun, Graz, Austria, Jul. 02 - Ago. 29 - Gego: Thinking the Line" Miami Art Central, Miami, FL, Estados Unidos. Sep. 21 - Nov. 14.[9]
- 2004- Gego: Anudamientos. Sala Mendoza. Caracas.
- 2005- Gego, Between Transparency and the Invisible. Museum the Fine Arts Houston MFAH. Houston.
- 2006- Gego, Entre la Transparencia y lo Invisible. Colección Constantini. Museo de Arte Latinoamericano de Buenos Aires, MALBA y Biblioteca Luis Ángel Arango. Bogotá.
- 2006- Gego Arquitecto. Trasnocho Arte Contacto, Sala TAC. Caracas.
- 2006- Gego, Desafiando Estructuras. Museu de Arte Contemporánea de Serralves. Oporto y Museu d´Art Contemporani de Barcelona, MACBA. Barcelona.[10][11]
- 2007- Gego Arquitecto. Centro de Arte de Maracaibo Lía Bermúdez. Maracaibo, Museo de Arte Moderno Jesús Soto. Ciudad Bolívar y Galería Universitaria Braulio Salazar. UCV. Caracas.
- 2007- Gego, Between Transparency and the Invisible. The Drawing Center. New York.
- 2008- Gego. Estructuras Diluidas. Museo de Barquisimeto. Barquisimeto.
- 2012- Gego: Origin and Encounter, Mastering the Space Archivado el 19 de agosto de 2014 en Wayback Machine.. Americas Society. New York.
- 2013- Gego sobre papel. El trazo transparente. Museo de la Estampa y del Diseño Carlos Cruz-Diez, Caracas

## Premios y reconocimientos
Su obra ha sido merecedora de múltiples reconocimientos, entre los que destacan: 

- Primer Premio de Dibujo, IV Exposición Nacional de Dibujo y Grabado, Facultad de Arquitectura y Urbanismo, Universidad Central de Venezuela, Caracas. 1962.
- Beca del Consejo para el Desarrollo Científico y Humanístico de la Universidad Central de Venezuela para realizar estudios Especializados en sistemas pedagógicos relacionados con la arquitectura en instituciones norteamericanas y europeas. Octubre 1962 - diciembre 1963.
- Beca de trabajo “Artist Fellow”, Tamarind Lithography Workshop, Los Ángeles, California. Noviembre - diciembre 1966.
- Primer Premio de Escultura XII Salón D’Empaire de pintura y escultura. Maracaibo.1967
- Premio Adquisición, XXVIII Salón Oficial Anual de Arte Venezolano, Museo de Bellas Artes, Caracas. 1967.
- Premio Nacional de Dibujo, en el XXIX Salón Oficial Anual de Arte. Dibujo y Grabado. Museo de Bellas Artes, Caracas. 1968.
- Premio Bolsa de Trabajo, Salón Las Artes Plásticas en Venezuela, Museo de Bellas Artes, Caracas. Abril 1972.
- Premio de Adquisición. Salón Las Artes Plásticas en Venezuela, Museo de Bellas Artes, Caracas. 1976.
- Orden Andrés Bello (Medalla) otorgada por la Presidencia de la República de Venezuela. 1976.
- Premio Nacional de Artes Plásticas. Salón Las Artes Plásticas en Venezuela, Museo de Bellas Artes, Caracas. 1979.
- Orden Andrés Bello (Banda de Honor) otorgada por la Presidencia de la República de Venezuela. 1981.